# タイ・エアアジア
タイ・エアアジア (Thai AirAsia, ไทยแอร์เอเชีย) は、タイ・バンコクを本拠地とする格安航空会社である。

## 概要
タイ・エアアジアは、2003年、エアアジアと元タイ王国首相のタクシン・シナワットの関連企業シン・コーポレーションとの合弁で設立された。シン・コーポレーションが50%、エアアジアが49%の株式を保有している。2004年からタイ国内線の運航を開始した。就航当初はドンムアン空港、2006年9月からはスワンナプーム国際空港、2012年10月からは再びドンムアン空港を本拠地（ハブ空港）としている。
タイ国内線のほか、近隣国の国際線（マカオ、ハノイ、プノンペン、シンガポールなど）にも進出している。
2006年1月23日に、タクシン一族がシン・コーポレーション・グループの持ち株49%をシンガポールの政府系投資会社テマセクに売却したため、外資の上限を49%までとするタイの航空法の外資規制に抵触することが指摘された。そのため、新たな持株会社としてアジア・エビエーション（Asia Aviation Co., Ltd.）が設立され、同社がタイ・エアアジアの株式の50%を保有している。シン・コーポレーションはアジア・アビエーションの49%の株を保有し、残りの51%はタイの事業家（Mr.Sitthichai Veerathummanoon）が保有している。2007年7月、アジア・アビエーションは所有する全ての株式を売却した。
2008年11月11日から、全ての運航便について燃油サーチャージを廃止したが、2011年5月3日以降の国際線予約については徴収を再開した。
2012年10月1日、タイ・バンコクでの拠点をスワンナプーム国際空港からドンムアン空港に全面移管された。
2020年、新型コロナウイルス感染症の影響により、国際線全便を運休とした。
2020年9月、再びスワンナプーム国際空港を発着する国内便の運航を再開した。

## 運航機材

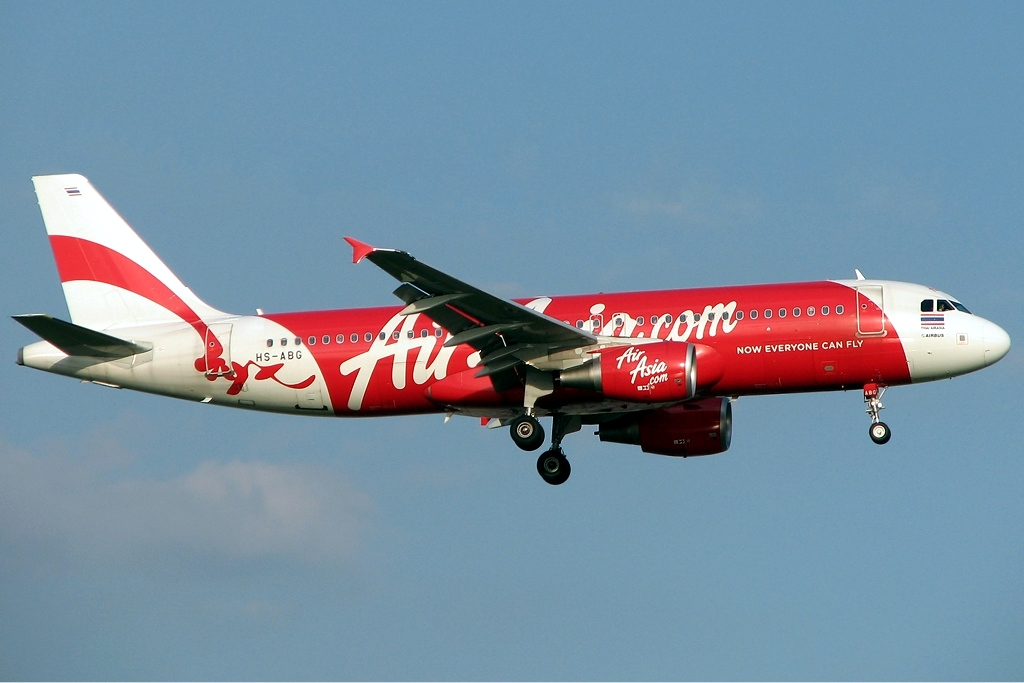
エアバス A320-200

- エアバスA320 : 38機
- エアバスA320neo : 9機
- エアバスA321neo : 2機

2023年7月現在

## 就航路線
| 地域       | 国             | 就航地 |
| ---------- | -------------- | --- |
| 東南アジア | タイ           | 北部 : チェンマイ、チェンライ、ナーン、ピッサヌローク 東北部 : ウドーンターニー、コーンケン、ナコーンパノム、サコンナコーン、ローイエット、ウボンラーチャターニー、ブリーラム 中部 : バンコク/ドンムアン、バンコク/スワンナプーム、ホアヒン 南部 : チュムポーン、ラノーン、スラートターニー、ナコーンシータンマラート、プーケット、クラビー、トラン、 ハートヤイ、ナラーティワート |
| 東南アジア | マレーシア     | クアラルンプール、ペナン島、ジョホールバル |
| 東南アジア | シンガポール   | シンガポール |
| 東南アジア | インドネシア   | バリ島 |
| 東南アジア | カンボジア     | プノンペン、シェムリアップ |
| 東南アジア | ラオス         | ヴィエンチャン、ルアンパバーン |
| 東南アジア | ミャンマー     | ヤンゴン |
| 東南アジア | ベトナム       | ハノイ、ダナン、ニャチャン、ホーチミン、ハイフォン(2025年7月16日より就航予定) |
| 南アジア   | インド         | アフマダーバード、ベンガルール、チェンナイ、コーチン、グワーハーティー、ジャイプル、コルカタ、 ラクナウ、ヴィシャーカパトナム |
| 南アジア   | バングラデシュ | ダッカ |
| 南アジア   | スリランカ     | コロンボ |
| 南アジア   | モルディブ     | マレ |
| 東アジア   | 中国           | 長沙、成都天府、重慶、広州、杭州、掲陽、昆明、深圳、武漢、西安 |
| 東アジア   | 香港           | 香港 |
| 東アジア   | マカオ         | マカオ |
| 東アジア   | 台湾           | 台北/桃園、高雄 |
| 東アジア   | 日本           | 福岡、那覇、東京/成田（2024年6月16日より） |

2024年6月現在

## サービスの特徴

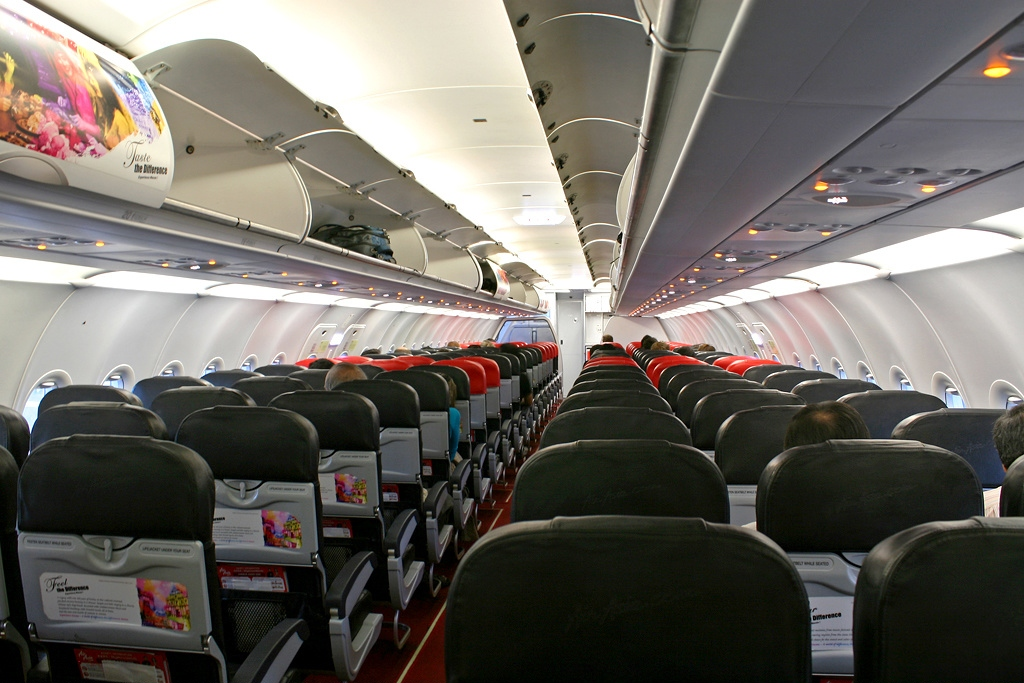
エアバス A320の機内

受託手荷物は有料である。座席は革張りだが、汚れても掃除をしやすいためである。有料で事前座席指定ができる。機内への飲食物の持ち込みは禁止で、飲料、軽食が機内販売されている。
また、タイの慣習から僧侶は優先的に搭乗している。